# Anders Christiansen (journalist)
 For alternative betydninger, se Anders Christiansen. (Se også artikler, som begynder med Anders Christiansen)
Anders Christiansen (født 1977) er en dansk journalist og radiovært.
Christiansen var vært på Radio24syvs daglige kulturprogram AK24syv fra 2011 til 2019. I 2015 stod han sammen med sin kollega René Fredensborg bag podcastserien Sincere, der med gravende journalistik undersøger påstande om misbrug af Wikipedia til at fremme egne interesser, hvor Jesper Winge Leisner beskyldes for manipulationer af indholdet på Wikipedia-profiler.
I 2018 vandt Anders Christiansen årets gode samtale ved Prix Radio for interviewet Hvad siger stemmerne?, som var en samtale med stemmerne inden i en skizofren mands hoved. Efter Radio24syvs lukning skiftede Anders Christiansen til R4dio, hvor han er vært på programmet Krimiland, hvori han forsøger at omdanne mordet på Olof Palme til en tv-serie.
Christiansen arbejdede som programchef på 24syv (tidligere LOUD) fra september 2021 og frem til stationens lukning i april 2024. Her beværtede han desuden programmet Det Hemmeligste Af Det Hemmelige, der beskæftiger sig med koldkrigshistorie, efterretningstjenester, international sikkerhedspolitik og i særdeleshed mordet på den svenske statsminister Olof Palme i 1986. Efter lukningen af 24syv fortsatte program i eget regi som en selvstændig virksomhed.